# Großgörschen
Großgörschen este o comună din landul Saxonia-Anhalt, Germania.